# Amylmetacresol
Amylmetacresol (AMC) là một chất khử trùng được sử dụng để điều trị nhiễm trùng miệng và cổ họng. Nó được sử dụng như một thành phần dược phẩm hoạt động trong viên ngậm Strepsils, Cēpacol, Gorpils và Lorsept.
Về mặt hóa học, AMC là dẫn xuất của m -cresol, với nhóm pentyl gắn với nguyên tử carbon thứ sáu. Các chất tinh khiết tan chảy ở 24   °C, và sôi từ 137 đến 139   °C (ở 6,7 kPa). Nó hòa tan trong nước, ethanol, acetone, ether và dầu. AMC thể hiện độc tính thấp và hệ số RW là 250.